# Diplurus
Diplurus — викопний рід лопатеперих риб вимерлої родини Mawsoniidae, що існував з середнього тріасу до середньої юри (218—186 млн років тому). Скам'янілі рештки представників роду знайдено у Північній Америці.

## Види
- D. longicaudatus
- D. newarki
- D. uddeni
- D. enigmaticus